# Tamás Koltai
Tamás Koltai (ur. 30 kwietnia 1987 w Győrze) – węgierski piłkarz grający na pozycji pomocnika w Paksi FC.

## Kariera klubowa
Karierę rozpoczął w 2006 w Mosonmagyaróvári TE 1904. W 2007 trafił do Győri ETO FC. W klubie tym zadebiutował 20 października 2007 z Honvédem Budapeszt. W czerwcu 2015 podpisał trzyletni kontrakt z Videotonem. W sierpniu 2015 został wypożyczony na rok do Paksi FC.

## Kariera reprezentacyjna
W reprezentacji Węgier zadebiutował 24 marca 2008 z Grecją.

## Życie osobiste
22 czerwca 2013 poślubił Melindę Ihász.